# Sphecodemyia gromieri
Sphecodemyia gromieri är en tvåvingeart som beskrevs av H. Oldroyd 1957. Sphecodemyia gromieri ingår i släktet Sphecodemyia och familjen bromsar. Inga underarter finns listade i Catalogue of Life.